# Phosphatosaurus gavialoides
Phosphatosaurus gavialoides è un coccodrillo estinto, vissuto nell'Eocene inferiore (circa 48 milioni di anni fa). I suoi resti fossili sono stati ritrovati in Africa (Tunisia, Mali, Niger). 

## Descrizione
Questo animale, di grandi dimensioni, era simile a un attuale gaviale del gange (Gavialis gangeticus). Possedeva denti smussati e la punta del muso era a forma di cucchiaio, a causa di una espansione laterale della porzione rostrale della mandibola. La dentatura era differenziata; nella mandibola erano presenti alveoli appaiati, più vicini l'uno all'altro rispetto agli altri alveoli vicini. Questa caratteristica non è presente in nessun altro animale simile (i dirosauridi), ma si riscontra invece in alcuni crocodilomorfi dal muso lungo come il gavialoide Eosuchus. È possibile che gli spazi (diastemi) tra questi alveoli servissero a ospitare i grandi denti mascellari quando la bocca era chiusa. 

## Classificazione
Phosphatosaurus gavialoides venne descritto per la prima volta nel 1955 da Bergounioux, sulla base di resti fossili ritrovati in Tunisia in terreni dell'Eocene inferiore. Successivamente altri resti furono ritrovati in Mali, mentre in Niger sono stati ritrovati fossili attribuibili allo stesso genere ma troppo frammentari per essere ascritti alla medesima specie. Questo animale appartiene ai dirosauridi, un gruppo di rettili affini ai coccodrilli caratterizzati da mascelle molto allungate. Nel 1979 Eric Buffetaut ritenne che Phosphatosaurus e un genere assai simile vissuto più o meno negli stessi luoghi ma in un periodo più antico (Sokotosuchus) appartenessero a un clade arcaico (Phosphatosaurinae) all'interno della famiglia. Nella maggior parte delle analisi filogenetiche recenti questi due generi sono considerati dirosauridi basali, e solo Chenanisuchus dal muso corto sembrerebbe essere più primitivo. Se effettivamente Sokotosuchus e Phosphatosaurus fossero strettamente imparentati, ciò suggerirebbe la presenza di una ghost lineage di circa 20 milioni di anni, dal momento che Sokotosuchus risale al Cretaceo superiore (Maastrichtiano).